# Filmographie de Judd Apatow
Cette liste présente la filmographie complète de Judd Apatow, en tant que producteur, scénariste, réalisateur.

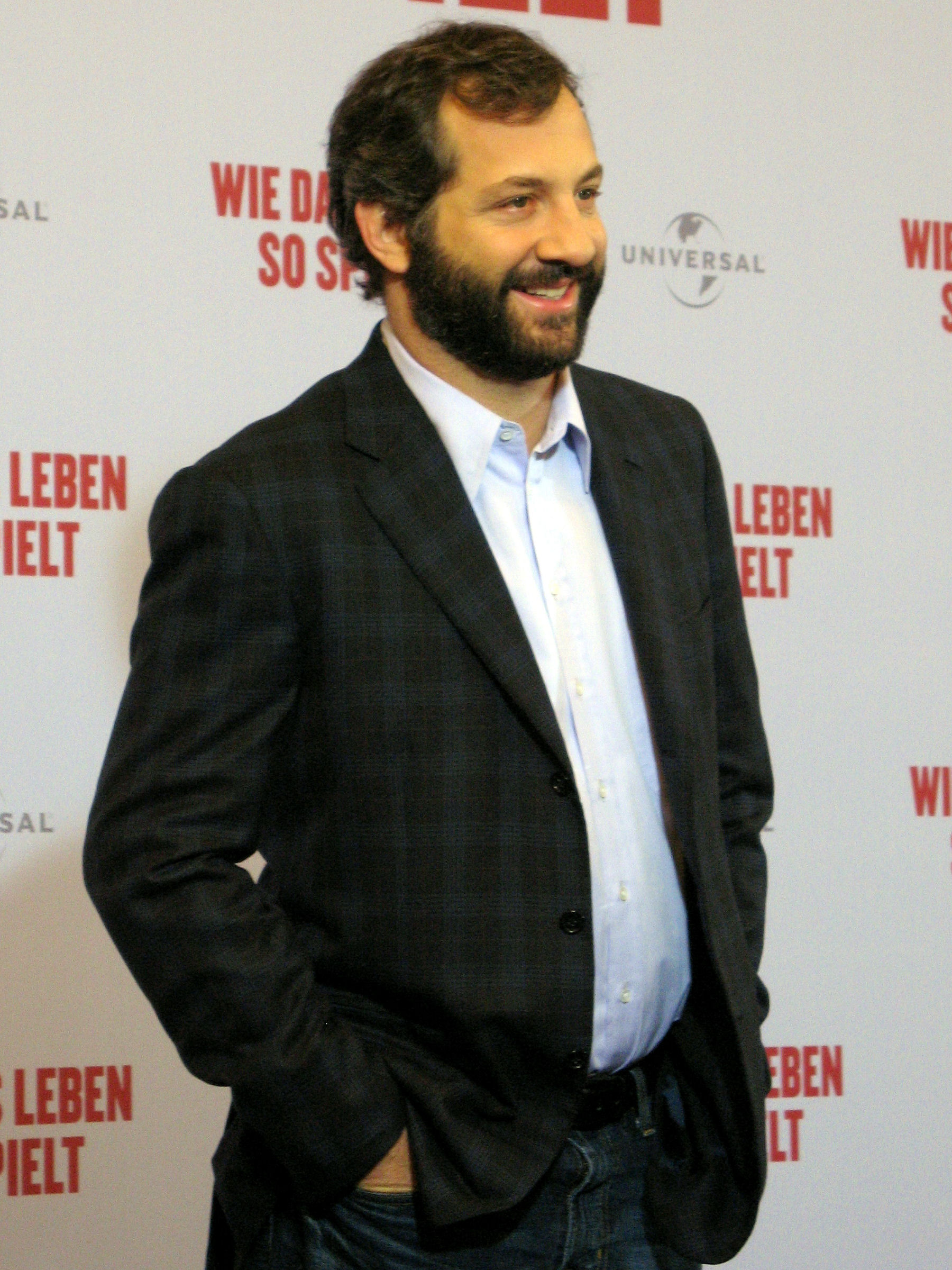
Judd Apatow, lors de la première de Funny People à Berlin (26 août 2009).

Voici la liste complète de la filmographie de Judd Apatow, sauf mention contraire, la liste est issue du site Internet Movie Database.

## Filmographie

### Comme producteur
- 1991 : Jim Carrey: The Un-Natural Act (TV), de Michael French - coproducteur
- 1992 : Tom Arnold: The Naked Truth (TV), de Peter Segal - coproducteur
- 1992 : Roseanne Arnold (TV), de Tom Arnold - coproducteur
- 1992 : The Ben Stiller Show (série télévisée) - producteur exécutif
  - Pilot, de John Fortenberry, Paul Miller et Ben Stiller (épisode 1, saison 1)
  - With Bobcat Goldthwait, de John Fortenberry, Paul Miller et Ben Stiller (épisode 2, saison 1)
  - With James Doohan, de John Fortenberry, Paul Miller, Troy Miller et Ben Stiller (épisode 3, saison 1)
  - On Melrose Avenue, de John Fortenberry et Paul Miller (épisode 4, saison 1)
  - With Colin Quinn, de John Fortenberry et Troy Miller (épisode 5, saison 1)
  - With Sarah Jessica Parker, de John Fortenberry et Troy Miller (épisode 6, saison 1)
  - With Rob Morrow, de John Fortenberry, Troy Miller et Ben Stiller (épisode 7, saison 1)
  - With Flea, de John Fortenberry et Troy Miller (épisode 8, saison 1)
  - With Garry Shandling, de John Fortenberry, Troy Miller et Ben Stiller (épisode 9, saison 1)
  - With Dennis Miller, de John Fortenberry et Ben Stiller (épisode 10, saison 1)
  - At the Beach, de Paul Miller et Ben Stiller (épisode 11, saison 1)
  - A Few Good Scouts, de John Fortenberry et Ben Stiller (épisode 12, saison 1)
  -  ZooTV at Night, de John Fortenberry, Troy Miller et Ben Stiller (épisode 13, saison 1)
- 1992 : Crossing the Bridge, de Mike Binder - producteur associé
- 1993 : Tom Arnold: The Naked Truth 3 (TV), de Peter Segal - coproducteur
- 1993 : The Larry Sanders Show (série télévisée)
  - Producteur consultant (66 épisodes, 1993-1998)
  - Coproducteur exécutif (10 épisodes, 1998)
- 1994 : Profession : critique (The Critic) - producteur consultant
  - Marty's First Date, d'Alan Smart (épisode 2, saison 1)
  - Dial 'M' for Mother, de Bret Haaland (épisode 3, saison 1)
  - Miserable, de Dan Jeup (épisode 4, saison 1)
  - A Little Deb Will Do You, de Lauren MacMullan (épisode 5, saison 1)
  - Eyes on the Prize, de Dan Jeup et Brian Sheesley (épisode 6, saison 1)
  - Every Doris Has Her Day, d'Alan Smart (épisode 7, saison 1)
  - Marathon Mensch, de Susie Dietter  (épisode 8, saison 1)
  - L.A. Jay, de Bret Haaland (épisode 9, saison 1)
  - Dr Jay, de Dan Jeup (épisode 10, saison 1)
  - A Day at the Races and a Night at the Opera, de Lauren MacMullan (épisode 11, saison 1)
  - Uneasy Rider, d'Alan Smart (épisode 12, saison 1)
  - A Pig Boy and His Dog, de Bret Haaland (épisode 13, saison 1)
  - Sherman, Woman and Child, de Bret Haaland et L.H. MacMullan (épisode 1, saison 2)
  - Siskel & Ebert & Jay & Alice, de Lauren MacMullan (épisode 2, saison 2)
  - Lady Hawke, de Rich Moore (épisode 3, saison 2)
  - A Song for Margo, de Tom Mazzocco (épisode 4, saison 2)
  - All the Duke's Men, de Chuck Sheetz (épisode 6, saison 2)
  - Sherman of Arabia, de Brian Sheesley (épisode 7, saison 2)
  - Frankie and Ellie Get Lost, de David Cutler (épisode 8, saison 2)
  - Dukerella, de Bret Haaland (épisode 9, saison 2)
  - I Can't Believe It's a Clip Show, de D.R.L. MacMoortler (épisode 10, saison 2)
- 1995 : La Colo des gourmands (Heavyweights), de Steven Brill - producteur exécutif
- 1996 : À la gloire des Celtics (Celtic Pride), de Tom DeCerchio - producteur exécutif
- 1996 : Disjoncté (The Cable Guy), de Ben Stiller - producteur
- 1999-2000 : Freaks and Geeks (série télévisée) - producteur exécutif
  - Pilot, de Jake Kasdan (épisode 1, saison 1)
  - Beers and Weirs, de Jake Kasdan (épisode 2, saison 1)
  - Tricks and Treats, de Bryan Gordon (épisode 3, saison 1)
  - Kim Kelly Is My Friend, de Lesli Linka Glatter (épisode 4, saison 1)
  - Tests and Breasts, de Ken Kwapis (épisode 5, saison 1)
  - I'm with the Band, de Judd Apatow (épisode 6, saison 1)
  - Carded and Discarded, de Judd Apatow (épisode 7, saison 1)
  - Girlfriends and Boyfriends, de Lesli Linka Glatter (épisode 8, saison 1)
  - We've Got Spirit, de Danny Leiner (épisode 9, saison 1)
  - The Diary, de Ken Olin (épisode 10, saison 1)
  - Looks and Books, de Ken Kwapis (épisode 11, saison 1)
  - The Garage Door, de Bryan Gordon (épisode 12, saison 1)
  - Chokin' and Tokin' , de Miguel Arteta (épisode 13, saison 1)
  - Dead Dogs and Gym Teachers, de Judd Apatow (épisode 14, saison 1)
  - Noshing and Moshing, de Jake Kasdan (épisode 15, saison 1)
  - Smooching and Mooching, de Jake Kasdan (épisode 16, saison 1)
  - The Little Things, de Jake Kasdan (épisode 17, saison 1)
  - Discos and Dragons, de Paul Feig (épisode 18, saison 1)
- 2001 : North Hollywood (TV), de Judd Apatow - producteur exécutif
- 2001-2002 : Les Années campus (Undeclared) (série télévisée)
  - Premiers émois (Pilot), de Jake Kasdan  (épisode 1, saison 1)
  - Chagrin d'amour (Eric Visits), de John Hamburg  (épisode 2, saison 1)
  - Obsessions  (Addicts), de Greg Mottola  (épisode 3, saison 1)
  - Maladie d'amour (Sick in the Head), de Greg Mottola  (épisode 4, saison 1)
  - L'Assistant (The Assistant), de Judd Apatow  (épisode 5, saison 1)
  - Eric revient (Eric Visits Again), de Greg Mottola  (épisode 6, saison 1)
  - La Fraternité (Rush and Pledge (1)), de Jay Chandrasekhar (épisode 7, saison 1)
  - Une semaine d'enfer (Hell Week (2)), de Jay Chandrasekhar  (épisode 8, saison 1)
  - Cruelle deception (Oh So You Have a Boyfriend), de Paul Feig  (épisode 9, saison 1)
  - Les petits boulots (Jobs, Jobs, Jobs), de Greg Mottola  (épisode 10, saison 1)
  - Le week-end des parents  (Parents' Weekend), de John Hamburg  (épisode 11, saison 1)
  - Action ou Vérité (Truth or Dare), de Greg Mottola (épisode 12, saison 1)
  - Mauvais conseils...  (The Day After), de Judd Apatow  (épisode 13, saison 1)
  - Une soirée idéale (The Perfect Date), de Greg Mottola  (épisode 14, saison 1)
  - Hal et Hillary  (Hal and Hillary), de Jay Chandrasekhar  (épisode 15, saison 1)
  - Le Message de Lizzie (Eric's POV), de Jon Favreau (épisode 16, saison 1)
  - Révélations (God Visits), de John Hamburg (épisode 17, saison 1)
- 2002 : Zero Effect (TV), de Jake Kasdan - producteur exécutif
- 2003 : Life on Parole (TV), de Jon Favreau  - producteur exécutif
- 2004 : 2004 MTV Movie Awards (TV), de Joe DeMaio, Joel Gallen[2], Adam McKay[3] - segment producteur
- 2004 : Présentateur vedette : La Légende de Ron Burgundy (Anchorman: The Legend of Ron Burgundy), d'Adam McKay
- 2004 : Wake Up, Ron Burgundy: The Lost Movie (vidéo), d'Adam McKay
- 2005 : Match en famille (Kicking and Screaming), de Jesse Dylan - producteur exécutif
- 2005 : 40 ans, toujours puceau (The 40 Year-Old Virgin), de Judd Apatow - producteur
- 2006 : American Storage, court-métrage d'Andrew J. Cohen (en) - producteur exécutif
- 2006 : The TV Set, de Jake Kasdan - producteur exécutif
- 2006 : Ricky Bobby : roi du circuit (Talladega Nights: The Ballad of Ricky Bobby), d'Adam McKay - producteur
- 2007 :  En cloque, mode d'emploi (Knocked Up), de Judd Apatow - producteur
- 2007 : SuperGrave (Superbad), de Greg Mottola - producteur
- 2007 : The Hills with James Franco and Mila Kunis (vidéo), de Judd Apatow - producteur
- 2007 : Walk Hard - L'histoire de Dewey Cox (Walk Hard: The Dewey Cox Story), de Jake Kasdan - producteur
- 2008 : Sans Sarah rien ne va (Forgetting Sarah Marshall), de Nicholas Stoller - producteur
- 2008 : Drillbit Taylor, garde du corps (Drillbit Taylor), de Steven Brill - producteur
- 2008 : Frangins malgré eux (Step Brothers), d'Adam McKay - producteur
- 2008 : Délire Express (Pineapple Express), de David Gordon Green - producteur
- 2009 : Acting with James Franco (vidéo), de Andrew J. Cohen (en)  - producteur
- 2009 : L'An 1 : Des débuts difficiles (Year One), d'Harold Ramis - producteur
- 2009 : Funny People, de Judd Apatow - producteur
- 2009 : Funny People: HBO Behind the Comedy (TV), réalisateur inconnu - producteur exécutif
- 2009 : Funny or Die Presents… (série télévisée) (épisodes inconnus) - producteur exécutif
- 2010 : American Trip (Get Him to the Greek), de Nicholas Stoller - producteur
- 2010 : I Am Harry Potter, court-métrage de Judd Apatow - producteur
- 2011 : Mes meilleures amies (Bridesmaids), de Paul Feig  - producteur
- 2011 : Peace, Love et plus si affinités (Wanderlust), de David Wain - producteur
- 2012 : 40 ans : Mode d'emploi (This Is 40), de lui-même - producteur
- 2013 : Légendes vivantes (Anchorman 2: The Legend Continues) d'Adam McKay - producteur
- 2022 : La Bulle (The Bubble) de lui-même - producteur

### Comme scénariste
- 1991 : Tom Arnold: The Naked Truth (TV), de Peter Segal
- 1992 : Tom Arnold: The Naked Truth 2 (TV), de Peter Segal
- 1992-1993 : The Ben Stiller Show (série télévisée) - également cocréateur
  - Pilot, de John Fortenberry, Paul Miller et Ben Stiller (épisode 1, saison 1)
  - With Bobcat Goldthwait, de John Fortenberry, Paul Miller et Ben Stiller (épisode 2, saison 1)
  - With James Doohan, de John Fortenberry, Paul Miller, Troy Miller et Ben Stiller (épisode 3, saison 1)
  - On Melrose Avenue, de John Fortenberry et Paul Miller (épisode 4, saison 1)
  - With Colin Quinn, de John Fortenberry et Troy Miller (épisode 5, saison 1)
  - With Sarah Jessica Parker, de John Fortenberry et Troy Miller (épisode 6, saison 1)
  - With Rob Morrow, de John Fortenberry, Troy Miller et Ben Stiller (épisode 7, saison 1)
  - With Flea, de John Fortenberry et Troy Miller (épisode 8, saison 1)
  - With Garry Shandling, de John Fortenberry, Troy Miller et Ben Stiller (épisode 9, saison 1)
  - With Dennis Miller, de John Fortenberry et Ben Stiller (épisode 10, saison 1)
  - At the Beach, de Paul Miller et Ben Stiller (épisode 11, saison 1)
  - A Few Good Scouts, de John Fortenberry et Ben Stiller (épisode 12, saison 1)
  -  ZooTV at Night, de John Fortenberry, Troy Miller et Ben Stiller (épisode 13, saison 1)
- 1993 : Tom Arnold: The Naked Truth 3 (TV), de Peter Segal
- 1993 : Comic Relief: Baseball Relief '93 (TV), de Paul Miller
- 1993 : The Larry Sanders Show (série télévisée)
  - Larry Loses Interest, de Todd Holland (épisode 9, saison 2)
  - Hank's Wedding, de Ken Kwapis (épisode 15, saison 2)
  - Next Stop Bottom, de Ken Kwapis (épisode 15, saison 3) - également d'après une histoire
  - The Bump; de Todd Holland (épisode 4, saison 4)
  - Ellen, or Isn't She?, d'Alan Myerson (épisode 5, saison 4) - également d'après une histoire
  - Conflict of Interest, de Todd Holland (épisode 10, saison 4) - également d'après une histoire
  - I Buried Sid, de Garry Shandling (épisode 8, saison 6) - également d'après une histoire
- 1994-1995 : Profession : critique (The Critic) (série télévisée)
  - Marathon Mensch, de Susie Dietter  (épisode 8, saison 1)
  - Frankie and Ellie Get Lost, de David Cutler (épisode 8, saison 2)
- 1995 : The TV Wheel (TV), réalisateur inconnu
- 1995 : La Colo des gourmands (Heavyweights), de Steven Brill
- 1996 : À la gloire des Celtics (Celtic Pride), de Tom DeCerchio
- 1996 : The American Film Institute Salute to Clint Eastwood (TV), de Louis J. Horvitz - Special material : Jim Carrey
- 1999-2000 : Freaks and Geeks (série télévisée) 
  - Beers and Weirs, de Jake Kasdan (épisode 2, saison 1)
  - I'm with the Band, de Judd Apatow (épisode 6, saison 1)
  - Carded and Discarded, de Judd Apatow (épisode 7, saison 1)
  - The Diary, de Ken Olin (épisode 10, saison 1)  - d'après une histoire
  - Dead Dogs and Gym Teachers, de Judd Apatow (épisode 14, saison 1)
  - The Little Things, de Jake Kasdan (épisode 17, saison 1)  - d'après une histoire
- 2001 : North Hollywood (TV), de Judd Apatow
- 2001-2003 : Les Années campus (TV) - également créateur
  - Premiers émois (Pilot), de Jake Kasdan  (épisode 1, saison 1)
  - Chagrin d'amour (Eric Visits), de John Hamburg  (épisode 2, saison 1)
  - L'Assistant (The Assistant), de Judd Apatow  (épisode 5, saison 1)
  - Une semaine d'enfer (Hell Week (2)), de Jay Chandrasekhar  (épisode 8, saison 1)
  - Action ou Vérité (Truth or Dare), de Greg Mottola (épisode 12, saison 1) - d'après une histoire
  - Mauvais conseils...  (The Day After), de Judd Apatow  (épisode 13, saison 1)
  - Une soirée idéale (The Perfect Date), de Greg Mottola  (épisode 14, saison 1)
  - Le Message de Lizzie (Eric's POV), de Jon Favreau (épisode 16, saison 1)
- 2003 : Life on Parole (TV), de Jon Favreau
- 2003 : Sick in the Head (TV), de John Fortenberry
- 2005 : 40 ans, toujours puceau (The 40 Year-Old Virgin), de Judd Apatow
- 2005 : Braqueurs amateurs (Fun with Dick and Jane), de Dean Parisot - également d'après une histoire
- 2007 : En cloque, mode d'emploi (Knocked Up), de Judd Apatow
- 2007 : Walk hard - L'histoire de Dewey Cox (Walk Hard : The Dewey Cox Story), de Jake Kasdan
- 2007 : The Hills with James Franco and Mila Kunis (court-métrage) (vidéo), de Judd Apatow
- 2008 : Rien que pour vos cheveux (You Don't Mess with the Zohan), de Dennis Dugan
- 2008 : Délire Express (Pineapple Express) de David Gordon Green - d'après une histoire
- 2009 : Funny or Die Presents… (série télévisée) (épisodes inconnus)
- 2009 : Funny People, de Judd Apatow
- 2010 : Aziz Ansari: Intimate Moments for a Sensual Evening (vidéo), de Jason Woliner - d'après le personnage de Randy, de Funny People.
- 2012 : 40 ans : Mode d'emploi (This Is 40), de Judd Apatow
- 2015 : Les Simpson
  - Bart's New Friend, de Bob Anderson (épisode 11, saison 26)
- 2020 : The King of Staten Island
- 2022 : La Bulle (The Bubble) de lui-même

### Comme réalisateur
- 1998 : The Larry Sanders Show (série télévisée) 
  - Putting the 'Gay' Back in Litigation (épisode 10, saison 6)
- 1999-2000 : Freaks and Geeks (série télévisée)
  - I'm With the Band (épisode 6, saison 1)
  - Carded and Discarded (épisode 7, saison 1)
  - Dead Dogs and Gym Teachers (épisode 14, saison 1)
- 2001 : North Hollywood (TV)
- 2001-2002 : Les Années campus (Undeclared) (série télévisée) 
  - The Assistant (épisode 5, saison 1)
  - The Day After (épisode 13, saison 1)
- 2005 : 40 ans, toujours puceau (The 40 Year-Old Virgin)
- 2007 : En cloque, mode d'emploi (Knocked Up)
- 2007 : The Hills with James Franco and Mila Kunis (vidéo)
- 2008 : Night of Too Many Stars: An Overbooked Concert for Autism Education (TV) - un segment
- 2009 : Makin Music (vidéo)
- 2009 : Funny People
- 2010 : I Am Harry Potter (court-métrage)
- 2012 : 40 ans : Mode d'emploi (This Is 40)
- 2015 : Crazy Amy (Trainweck)
- 2020 : The King of Staten Island
- 2022 : La Bulle (The Bubble)

### Comme acteur
- 1992 : The Ben Stiller Show (série télévisée) 
  - With Bobcat Goldtwhait, de John Fortenberry, Paul Miller et Ben Stiller : Jay Leno (épisode 2, saison 1)
  - With Garry Shandling, de John Fortenberry, Troy Miller et Ben Stiller : Foxy the Fox (épisode 9, saison 1)
  - With Dennis Miller, de John Fortenberry et Ben Stiller : Foxy the Fox (épisode 10, saison 1)
- 1994 : Profession : critique (The Critic) (série télévisée) 
  - L.A. Jay, de Bret Haaland : Jay Leno (épisode 9, saison 1)
- 1995 : La Colo des gourmands (Heavyweights), de Steven Brill : Homer
- 1995 : Infos FM (NewsRadio) (série télévisée)
  - Goofy Ball, d'Alan Myerson : Goofy Ball (non crédité) (épisode 2, saison 2)
- 2004 : Présentateur vedette : La Légende de Ron Burgundy (Anchorman: The Legend of Ron Burgundy), d'Adam McKay : News Station Employee
- 2004 : Wake Up, Ron Burgundy: The Lost Movie (vidéo), d'Adam McKay : News Station Employee
- 2006 : Help Me Help You (série télévisée)
  - Inger Managment, de Peter Lauer : Judd (épisode 6, saison 1)
  - Working Women, de Linwood Boomer : Judd (épisode 11, saison 1)
- 2011 : The Zookeeper, de Frank Coraci : Éléphant (voix)